# 延吉水上市场

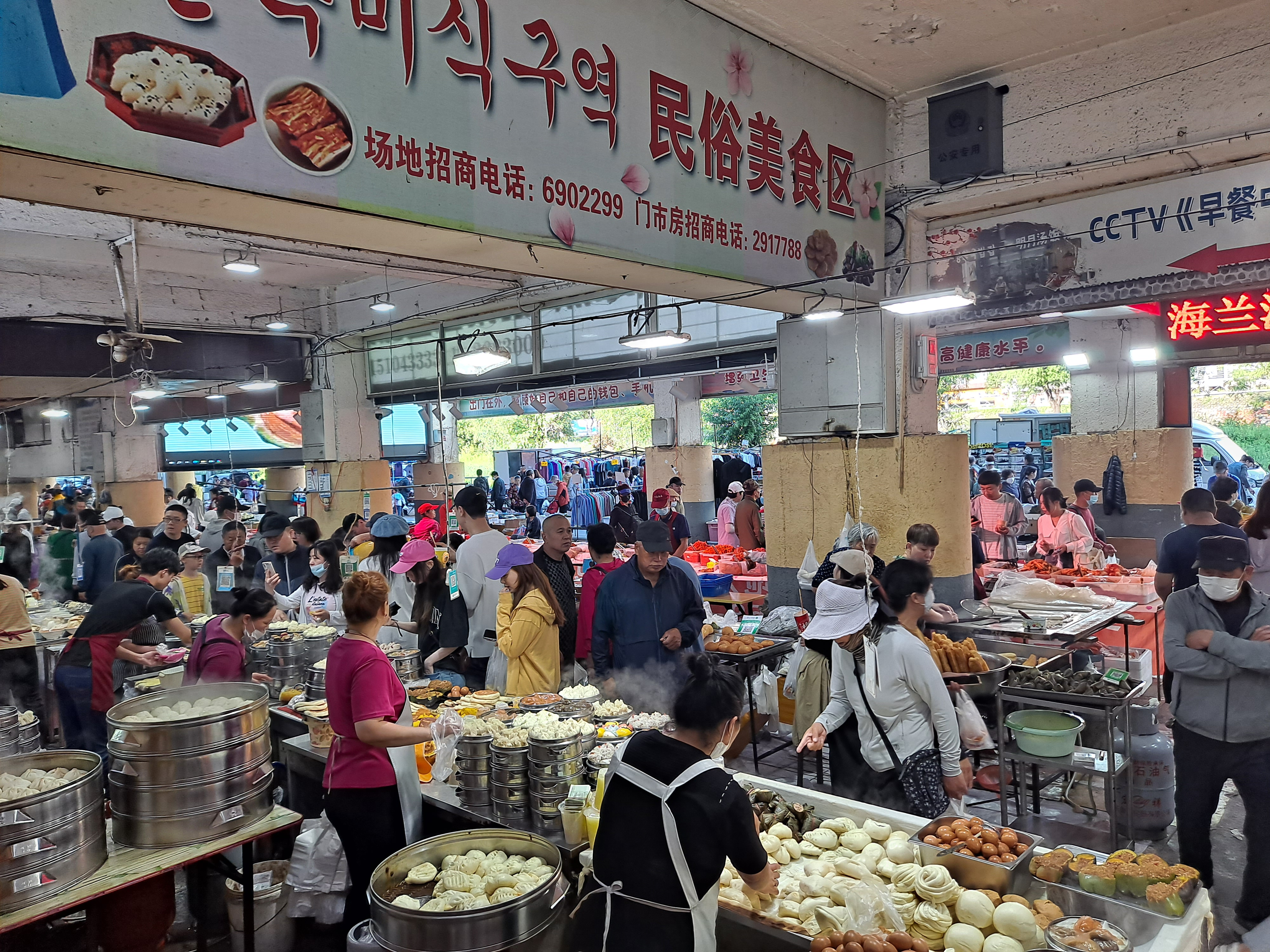
延吉水上市场

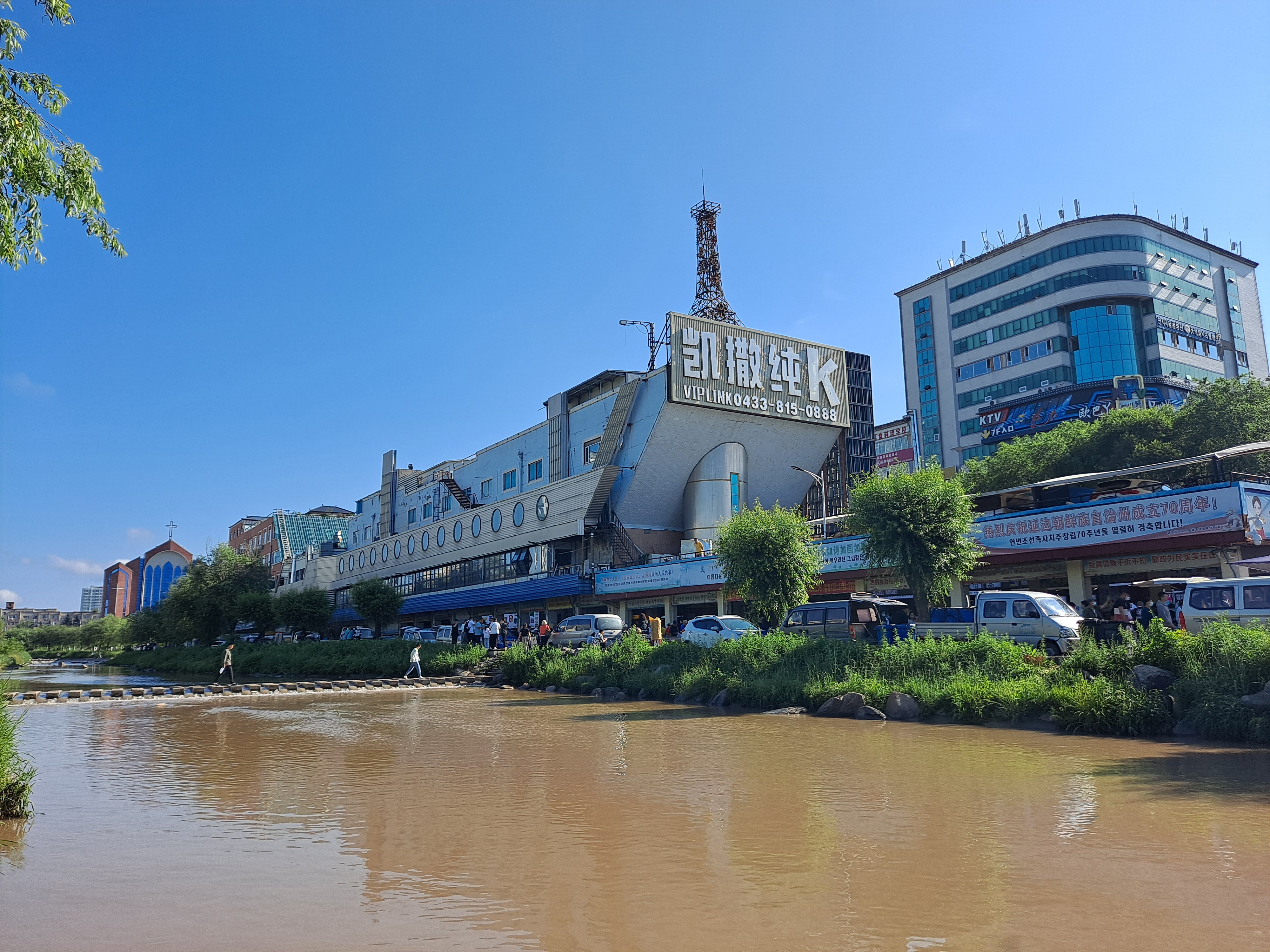
延吉水上市场和延吉河

延吉水上市场，又称东方水上市场、延吉早市，是中国吉林省延边朝鲜族自治州延吉市最大的早市，位于延吉河畔。水上市场经营打糕、辣白菜、米肠、米酒等各种朝鲜族特色美食，烟火气十足，是延吉著名的网红打卡地。2023年7月17日，中国中央电视台财经频道（CCTV-2）《第一时间》对延吉水上市场进行了现场直播报道。